# Église Saint-Léger de Vincy-Reuil-et-Magny
L'église Saint-Léger de Vincy-Reuil-et-Magny est une église située à Vincy-Reuil-et-Magny, en France.

## Localisation
L'église est située sur la commune de Vincy-Reuil-et-Magny, dans le département de l'Aisne.

## Historique
Avant la Révolution, le patronage, possibilité de présenter à l'évêque, pour qu'il l'ordonne, le desservant d'une église, de la cure de Notre-Dame de Vincy et de Saint-Léger de Magny appartenait au chapitre de la collégiale de Rozoy. Les décimateurs étaient, à Vincy, ledit chapitre, le curé, le prieur du Troïart, l'abbaye de Saint-Denis-en- France et l'abbaye de Saint-Prix de Saint-Quentin ; à  Magny, le chapitre de Rozoy et le curé. La cure possédait quatre jallois et demi de terre et cinq pugnets de pré. Suivant une déclaration du 24 octobre 1728, le produit de cette cure s'élevait annuellement à 368 livres dont 21 livres pour fondations d'obits..